# Wild Arms 5
Wild Arms 5 — выпущенный в Японии как Wild Arms 5 — The Vth Vanguard (яп. ワイルドアームズ ザ フィフスヴァンガード вайрудо аːмудзу дза фифусу вангаːдо), пятая видеоигра из серии Wild Arms — научно-фантастичного RPG на тематику Дикого Запада.
Игра отпраздновав 10-ю годовщину серии, добавив миниатюрные появления персонажей из предыдущих игр. Игра разработана компанией «Media.Vision» для консоли PlayStation 2, была выпущена в Японии 14 декабря 2006 года и в Северной Америке 28 августа 2007 года. В Европе издана компанией «505 Games». Европейский выпуск был назначен на 30 ноября 2007 года, но позднее был перенесён на 22 февраля 2008 года. В итоге игра была выпущена только 11 апреля 2008 года.
В США релиз игры Wild Arms 5 вошёл в юбилейную коробку и включал альбом, в котором были описаны действия персонажей из всей серии Wild Arms. Этот особое издание было позже заменено обычным изданием с другой обложкой, и без прилагающихся предметов. Европейская версия была выпущена в двух различных версиях, хотя оба варианта не отличаются от американских: особое издание, с альбомом на 80 страниц, и обычное издание, без альбома.
Игра отпраздновав 10-ю годовщину серии, добавив миниатюрные появления персонажей из предыдущих игр. Игра разработана компанией «Media.Vision» для консоли PlayStation 2, была выпущена в Японии 14 декабря 2006 года и в Северной Америке 28 августа 2007. В Европе выпущен компанией «505 Games». Европейский выпуск был назначен на 30 ноября 2007 года, и затем задержался до 22 февраля 2008 года. Эта дата выпуска прошла, но игра была наконец выпущена 11 апреля 2008 года.

## Геймплей

### Боевая система
Во время боя область расколота на семь шестиугольных секторов, у некоторых из которых могут быть особые свойства. Игрок и враги могут двигаться в различные шестиугольники во время их хода. В этой серии, партия состоит из трёх членов вместо четырёх. Члены партии Дина и враги могут действовать сразу же, когда они переходят на следующую шестиугольную платформу. Измеритель Силы (Force meter) возвращается из Wild Arms 4. Сила в нём повышается когда члены партии Дина атакует или подвергаются атакам. Это может использоваться для особых (Original) атак, Командных Атак или вызова Стражей, чтобы атаковать врагов. Чем сильнее атака, тем больше Сила будет истощаться. Персонажи могут призывать Стражей на поле битвы, чтобы они атаковали врагов. Они могут также использовать комбо-атаки, которые применяют два персонажа одновременно. Новое в Wild Arms 5 — способность цепной атаки. Это позволяет одному из членов партии Дина нападать от двух до пяти раз, если он экипировал Значок Нарушителя (Violator) и имеет достаточно пуль, чтобы совершить атаку.

### ARM-ы
У каждого играбельного персонажа есть ARM, специализированный вид оружия, которое наносит физические и магические повреждения в диапазоне, которые различны для каждого персонажа. ARM должен быть перезаряжен после того, как было совершено определённое количество выстрелов. Для этого персонажу надо перейти в защитную позицию в течение одного раунда. В то время как у каждого персонажа есть определённый ARM, есть патроны, которые могут меняться, чтобы увеличить её огневую мощь. У ARM также есть свой собственные характеристики, которые могут быть повышены при использовании «драконьих ископаемых» (Dragon Fossils), приобретённых во время игры.
Как в других играх Wild Arms, ARM — акроним, хотя его фактическое значение неясно. Есть две версии, данные в игре.

#### Медиумы
К тому времени, когда игрок в состоянии управлять тремя первыми персонажами в игре, игрок получает специальные инструменты, известные, как медиум. В этой версии они — портативные компьютерные устройства с мистическими качествами. Каждый персонаж может оборудовать только один медиум. Существует шесть видов медиумов. Каждый медиум специализируется на воздействии определённых параметров и предоставлении персонажу уникальных особых способностей и приёмов специальной Силы.

### Исследования
Wild Arms 5 является видеоигрой от третьего лица. Мировая карта не уменьшена, и города и темницы могут быть замечены в их реальном размере. Игрок пересекает мир пешком или используя различные транспортные средства, включая поезд и моноколесо. На поле Дин всегда лидер.
У исследования подземелий есть два способа. В Активном режиме игрок может прыгать, скользить, и взаимодействовать с объектами. В Стреляющем способе Дин вытягивает свои ARM-ы и может стрелять из них свободно. Используя различные патроны, игрок может взаимодействовать с окружающей средой многими способами. Некоторые примеры включают активизирующие отдалённые выключатели, ломая препятствия, и освещая факелы.

## Сюжет

### История
Как в каждой игре серии Wild Arms, сюжет Wild Arms 5 происходит в мире Филгайа (Filgaia). Людьми в настоящее время управляют Веруни (Veruni), инопланетная раса, которая приземлилась на Филгайю 100 лет назад. Дин Старк — главный герой истории, живёт в изолированной деревне далеко от всей суматохи. Он мечтает об дне когда он сможет уехать из деревни, чтобы осуществить свою мечту стать Охотником за Големами (тем кто выкапывает древних роботов) таким как его идол Найтбёрн (Nightburn). Когда-то в горах, Дин и его подруга Ребекка увидели падение руки Голема с неба, рука приземлилась в пещере прямо перед ними. После входа в пещеру они находят девочку в руке Голема. Девочка помнит только две вещи, её зовут Эврил (Avril), и слова Джонни «Яблочное семя» Эпплсид (Johnny Appleseed). После получения пары ARM-ов (специального оружия), которые она держала, Дин вместе с Эврил и Ребеккой решают отправиться в путешествие, чтобы узнать что действительно означают слова «Джонни Эпплсид».
Тем временем, в пределах правительства Веруни началось восстание. Веруни по имени Вольсунг (Volsung) сверг лидера Радикальной фракции, заклятых врагов более мирной Умеренной фракции, утверждая, что его насильственные действия необходимы для выживания Веруни.

### Персонажи

#### Главные персонажи
Все главные персонажи оснащены ARM-ом (см. раздел Геймплей)
- Дин Старк — подросток, который хочет быть Охотником на Големов. Дин часто неконтролируем, когда видит Големов, или просто какую-либо часть Голема. Он наивен, но его идеализм влияет на других персонажей. Он боготворит Найтбёрна(Nightburn). Дин борется с парным ARM-ом.

Специальные Способности: двойной ущерб от критических атак
Сэйю: Хиро Симоно (японский), Юрий Ловенталь (английский)
- Ребекка Стрейсанд — друг детства Дина, которая умнее, чем он. Она испытывала к нему чувства, но не смеет их раскрыть. Ребекка дерётся с револьвером в стиле ARM.

Специальные Способности: может произвольно выстрелить/атаковать от двух до пяти раз
Сэйю: Нана Мидзуки (японский), Венди Ли (английский)
- Эврил Вент Флёр — таинственная девушка с амнезией. Эврил дерётся с мечом в руке, который может превращаться в кнут.

Специальные Способности: может произвольно удвоить DP всех физических атак, включая критические удары.
Сэйю: Сидзука Ито (японский), Мишель Руфф (английский)
- Грег Расселберг — «Уничтожитель Големов», который разрушает големов, видимо, чтобы найти человека, который убил его семью. Грег борется с комбинированным меч-дробовиком.

Специальные возможности: Возможный переход в защитную позицию после нападения.
Сэйю: Томоюки Симура (японский), Патрик Сейтз (английский)
- Кэрол Андерсон — юная ассистентка таинственного профессора. Она очень умная, но очень застенчивая и неуклюжая. Она оснащена рюкзаком, в которой установлена ракетно-пусковая установка.

Специальные Способности: может атаковать любого врага из любой позиции.
Сэйю: Асука Тании (японский), Мона Маршалл (английский)
- Чак Престон — молодой, хвастливый и самоуверенный Охотник за Големами.

Он борется с ARM-ом Пайлдрайвер (Piledriver).
Специальные Способности: увеличивает свою силу атаки пропорциональна потерянным HP.
Сэйю: Эйдзи Ханава (японский), Лиам О‘Брайен (английский)
- Асгард — Голем, в руке которого приземлилась Эврил. Он выступает в качестве устройства, транспорта и союзника в бою. Асгард не находится под прямым контролем игрока, но его боевые действия могут быть запрограммированным.

#### Второстепенные персонажи
- Враги группы включают Вольсунг — Лидер радикального движения, и четыре часовых под его командованием — Ферейдон (Fereydoon), Персефона (Persephone), Картикея (Kartikeya) и Элвиса (Elvis). Их цель заключается в обеспечении выживания расы Веруни любой ценой. Заметим, что все эти персонажи (кроме Элвиса) названы в честь богов различных мифологий, хотя это и не упоминалось в игре. Вольсунг взято из норвежских миф, Ферейдон из персидских мифов, Персефона из греческих мифов и Картикея из индусских убеждений.
- Других персонажей включают Найтбёрн Аклунд, известного Охотника за Големами, который является героем Дина, и капитан Варфоломей, капитан корабля Умеренной фракции «Майский цветок» (Mayflower).
- Камео из других игр включают всех игровых персонажей (за исключением Люсида из 2-го Игнития) из Wild Arms и его ремейки — Wild Arms Alter Code: F, Wild Arms 2, Wild Arms 3, и Wild Arms 4. Некоторые из них могут или не могут похожи, но большинство из них просто камео. Эти символы не будут воспроизводиться, хотя многие из них являются частью второстепенных квестов игры. Аниме Wild Arms: Twilight Venom, также добавлено в виде босса по имени «Полуночный яд» (Twilight Venom).

## Графика
Игра использует CGI для создания 3D-эффекта, в том числе медленный дрейф Pan-камеры. Игрок может увеличить или уменьшить изображение с различных точек зрения во время игры. Есть также несколько смоделированных компьютером моменты. Типичный вид искусства стиля аниме отличается от реалистичной или супердеформированной графики.
Кроме того, игра обладает широким выбором альтернативных костюмов для всех игровых персонажей, включая нескольких первоначально использованных для персонажей из предыдущих игр серии, которые могут быть получены во время игры.

## Музыка и звуковые эффекты
Игра включает голоса за кадром в нескольких из её моментов и сражениях.
Музыка для Wild Arms 5, единственная видеоигра серии, где её композитор Митико Нарукэ не участвовал, была обеспечена Масато Кодой наряду с вновь прибывшим Нориясу Агэмацу.
В отличие от прошлого Wild Arms, Нана Мидзуки, который озвучивала Ребекку в игре, спела открывающую песню «Justice to Believe» и закрывающую песню «Crystal Letter» вместо Каори Асо.

## Мнение
| Сводный рейтинг | Сводный рейтинг |
| Агрегатор       | Оценка          |
| --------------- | --------------- |
| GameRankings    | 72,69 %         |

Wild Arms 5 собрала в общем положительные обзоры; у игры есть средний счёт обзора 74 % согласно сайту GameRankings, и 71/100 на Metacritic. На PlayStation игра оценена на 9,5/10.